# David Card
David Edward Card là một nhà kinh tế học lao động người Canada và giáo sư Đại học California tại Berkeley.
Card đạt học vị tiến sĩ vào năm 1983 tại Đại học Princeton. Năm 1995, ông được trao giải John Bates Clark. Năm 2008, ông lại nhận Huy chương Frisch. Ông đã được trao một nửa giải thưởng của Ngân hàng Thụy Điển cho khoa học kinh tế để tưởng nhớ Nobel năm 2021 "vì những đóng góp thực nghiệm của ông cho kinh tế lao động", với Joshua Angrist và Guido Imbens cùng trao nửa còn lại.